# Velká cena Intervize 1966
Velká cena Intervize 1966, známá také jako Zlatý klíč 1966, byl druhý ročník mezinárodní hudební soutěže Intervize. Soutěž se konala 25. června 1966 v Bratislavě.

## Zúčastněné země
Intervize 1966 se zúčastnilo osm zemí: Bulharsko, Československo, Finsko, Jugoslávie, Maďarsko, NDR, Polsko a SSSR. Bulharsko a Finsko v tomto ročníku debutovalo. Bulharsko nominovalo zpěvačku Lili Ivanovovou s písní „Adagio“, která vyhrála. Sovětský svaz nominoval zpěváka Muslima Magomajeva s dvěma písněmi. Československo nominovalo zvlášť Karla Gotta a zvlášť dvojici Helenu Vondráčkovou s Martou Kubišovou. Ostatní země nominovali právě dva zástupce, každého s právě jednou písní. V soutěži vystoupili mimo hodnocení také dva zástupci západních zemí: Udo Jürgens, vítěz Eurovize 1966, a Hugues Ofre. Výsledky soutěže byly určeny na základě hlasování mezinárodní poroty, do které každá zúčastněná země nominovala jednoho porotce. Hlasování bylo tajné a veřejně byla oznámena pouze první tři místa a tři čestná uznání poroty.
| Pořadí | Země             | Interpret                           | Píseň                                                          | Místo |
| ------ | ---------------- | ----------------------------------- | -------------------------------------------------------------- | ----- |
| 01     | Bulharsko        | Lili Ivanovová (Лили Иванова)       | „Adagio“                                                       | 1     |
| 02     | Maďarsko         | Katalin Sárosi                      | ?                                                              | ?     |
| 03     | Maďarsko         | József Németh                       | ?                                                              | ?     |
| 04     | Východní Německo | Bärbel Wachholz                     | ?                                                              | ?     |
| 05     | Východní Německo | Peter Wieland                       | ?                                                              | ?     |
| 06     | Polsko           | Anna German                         | ?                                                              | ?     |
| 07     | Polsko           | Helena Majdanec                     | ?                                                              | ?     |
| 08     | Sovětský svaz    | Muslim Magomajev (Муслим Магомаев)  | Не спеши, Песня о Братиславе (Nespěchej), (Píseň o Bratislavě) | ?     |
| 09     | Finsko           | Viktor Klimenko                     | ?                                                              | ?     |
| 10     | Finsko           | Lasse Mortenson                     | ?                                                              | ?     |
| 11     | Československo   | Helena Vondračková a Marta Kubišová | „Ach, baby, baby“                                              | 3     |
| 12     | Československo   | Karel Gott                          | „Mám rozprávkový dom“                                          | 2     |
| 13     | Jugoslávie       | Lado Leskovar                       | ?                                                              | ?     |
| 14     | Jugoslávie       | Dragan Stojnic                      | ?                                                              | ?     |